# Корінт (Вермонт)
Корінт (англ. Corinth) — місто (англ. town) в США, в окрузі Орандж штату Вермонт. Населення — 1455 осіб (2020).

## Демографія
Згідно з переписом 2010 року, у місті мешкало 1367 осіб у 556 домогосподарствах у складі 384 родин. Було 803 помешкання
Расовий склад населення:
| - 96,5 % — білих - 0,4 % — корінних американців - 0,4 % — чорних або афроамериканців - 0,1 % — азіатів |

До двох чи більше рас належало 2,1 %. Частка іспаномовних становила 0,9 % від усіх жителів.
За віковим діапазоном населення розподілялося таким чином: 21,0 % — особи молодші 18 років, 63,3 % — особи у віці 18—64 років, 15,7 % — особи у віці 65 років та старші. Медіана віку мешканця становила 44,7 року. На 100 осіб жіночої статі у місті припадало 101,6 чоловіків;  на 100 жінок у віці від 18 років та старших — 103,0 чоловіків також старших 18 років.
Середній дохід на одне домашнє господарство  становив 69 887 доларів США (медіана — 52 143), а середній дохід на одну сім'ю — 77 378 доларів (медіана — 62 875). Медіана доходів становила 45 096 доларів для чоловіків та 37 266 доларів для жінок. За межею бідності перебувало 20,7 % осіб, у тому числі 36,3 % дітей у віці до 18 років та 13,4 % осіб у віці 65 років та старших.
Цивільне працевлаштоване населення становило 689 осіб. Основні галузі зайнятості: освіта, охорона здоров'я та соціальна допомога — 23,1 %, мистецтво, розваги та відпочинок — 12,2 %, роздрібна торгівля — 10,9 %, виробництво — 10,3 %.